# Myonia semimaculata
Myonia semimaculata är en fjärilsart som beskrevs av W. Warren 1904. Myonia semimaculata ingår i släktet Myonia och familjen tandspinnare. Inga underarter finns listade i Catalogue of Life.